# 茱莉葉·柏克
茱莉葉·柏克（Juliet Burke），是美國廣播公司懸疑類電視連續劇《迷失》的角色之一，由伊莉莎白·米切爾（Elizabeth Mitchell）飾演。